# Station Czerwieńsk
Station Czerwieńsk is een spoorwegstation in de Poolse plaats Czerwieńsk.